# Zuckerrohrmesser

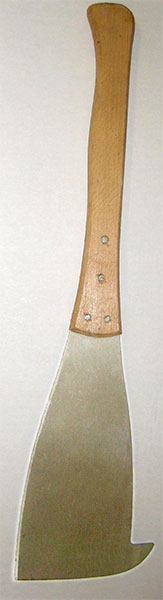
Typisches Zuckerrohrmesser, auch für Bananenpflanzen genutzt

Ein Zuckerrohrmesser ist ein großes handgeführtes Schneidegerät ähnlich einer Machete. Er wurde und wird vor allem bei der Ernte von Zuckerrohr in wichtigen Zuckerrohranbauländern wie Peru, Brasilien, Kolumbien, Australien, Südafrika, Ecuador, Kuba, Jamaika, den Philippinen und Teilen der Vereinigten Staaten, insbesondere Louisiana und Florida, sowie Hawaii verwendet. Es ist das wichtigste Werkzeug in Ländern, die keine Zuckerrohrerntemaschinen verwenden.

## Aufbau
Ein typisches Stockmesser zeichnet sich durch einen Hartholz-Griff, einen vollen Erl, eine tiefe Klinge und einen Haken an der Spitze aus, der zum Aufnehmen des abgeschnittenen Zuckerrohrs dient, obwohl einige Messertypen dieses Merkmal nicht aufweisen. Die Klinge ist in der Regel 1 mm dick, dünner als eine Machete, und mehr als 30 cm lang.  Die dünne Klinge erleichtert das schnelle Schneiden von Zuckerrohr.

## Gallery

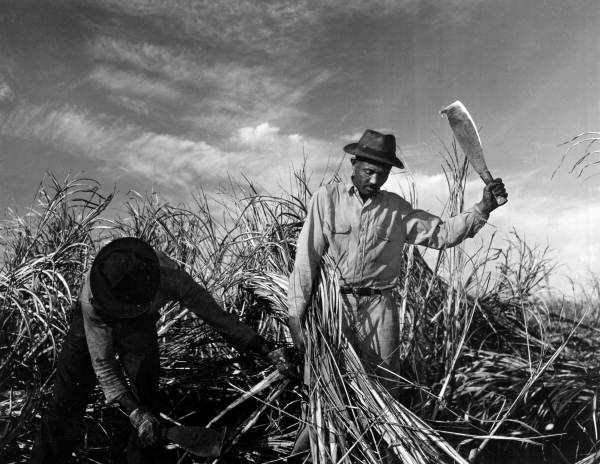
Zuckerrohrernte (Jamaica)
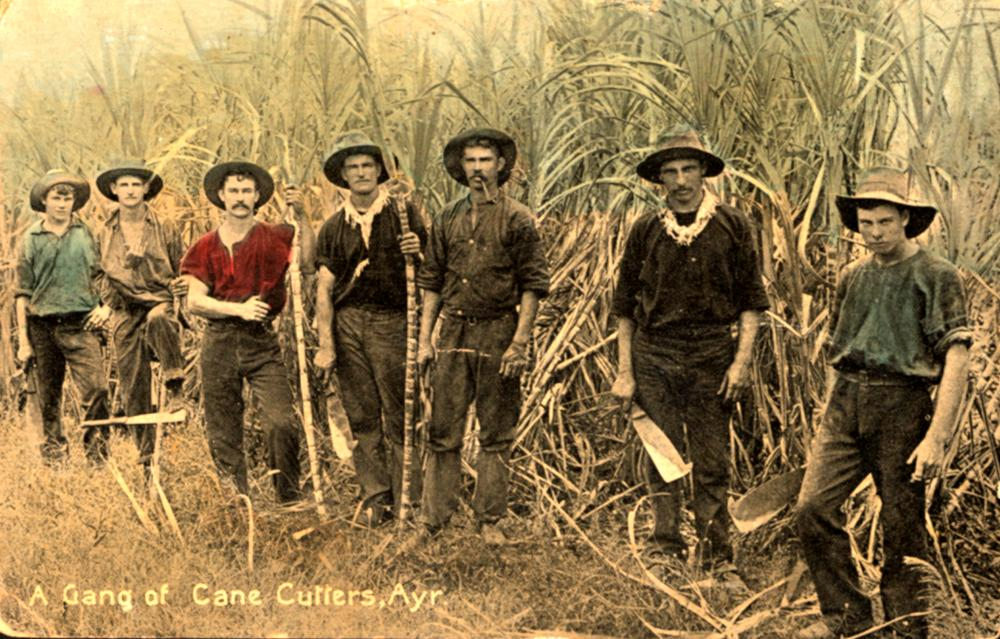
Erntearbeiter in Australien (ca. 1907)
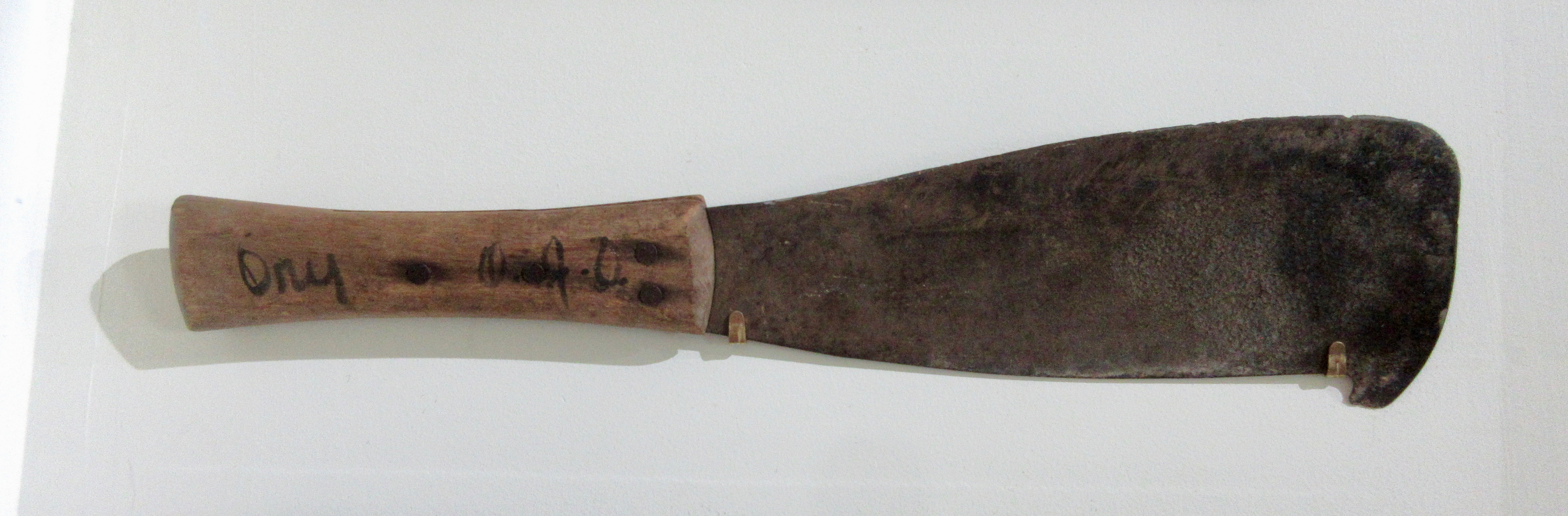
Zuckerrohrmesser aus dem größten Sklavenaufstand in den USA (1811)